# KOK T2
Der Verbrennungstriebwagen T2 der Kreisbahn Osterode–Kreiensen wurden 1954 von der Waggonfabrik Talbot gebaut. Nach der Betriebseinstellung auf seiner Stammstrecke wurde der Triebwagen auf verschiedenen Museumsbahnen in Österreich und Deutschland eingesetzt. Von 1992 bis 2002 war er bei der Döllnitzbahn, seither befindet er sich auf Rügen.

## Geschichte und Einsatz

### Kreisbahn Osterode–Kreiensen
Als Unterstützung für den KOK T 1 beschaffte die Kreisbahn Osterode–Kreiensen 1954 einen zweiten Triebwagen, um den Personenverkehr wirtschaftlicher zu gestalten.
Da der Triebwagen mit zwei Maschinenanlagen ausgerüstet war und alle Achsen angetrieben waren, wurde er für den Personen- sowie für den Güterverkehr verwendet, wobei er hohe Zuglasten und beträchtliche Steigungen bis 25 ‰ bewältigen musste. Da der Personenverkehr immer mehr auf die Straße verlagert wurde, blieb dem Fahrzeug nur noch der Schülerverkehr. 1967 wurde der Gesamtbetrieb auf der Strecke eingestellt.

### Zillertalbahn
1968 gelangte der Triebwagen zur Zillertalbahn Jenbach – Mayrhofen, wo er als VT2 bezeichnet wurde. Er war hier anfangs blau/creme und später rot/hellbraun lackiert. 16 Jahre wurde er eingesetzt, mit der Beschaffung neuerer Fahrzeuge wurde er für den Reservedienst eingeteilt und ein neuer Besitzer gesucht.
Museumsbahnen in Deutschland
1985 wurde der Triebwagen an das im Aufbau befindliche Museum des Öchsle abgegeben, dem 1992 die Weitergabe an die Döllnitzbahn folgte. 2002 kam der Triebwagen in eine private Sammlung auf Rügen.

## Konstruktive Gestaltung
Der nach einem Baukastensystem entworfene Triebwagen ist sehr modern gestaltet. Während die Mehrzahl der Talbot-Schmalspurtriebwagen für Meterspur gefertigt wurde, ist dies das einzige bekannte Fahrzeug für die Spurweite 750 mm. Der Wagenkasten war in Leichtbauweise in Spantenbauart hergestellt; die Fahrzeugenden sind abgeschrägt und in den Enden abgerundet. Demzufolge sind die seitlichen Stirnfenster abgerundet. Der Leichtbau wurde gegenüber der Vorkriegskonstruktion noch überarbeitet. Es entfielen die Fenstertaschen, was Probleme mit dem Rostschutz verringerte. Die Fenster sind zweigeteilt. Der untere Teil ist in Festverglasung ausgeführt, in 3/4 Höhe sind nach innen klappbare bewegliche Fensterteile. Die großen Einstiegsräume konnten hinten als Gepäckraum verwendet werden. Der Triebwagenführer hatte seinen Arbeitsplatz in der Mitte, durch die Stirnfront hat er eine gute Sicht auf die Strecke. An jedem Fahrzeugende sind beidseitig dreiflügelige Falttüren. Gegenüber den Fahrzeugen der Meterspur, die fallweise mittlere Einstiege besaßen, wurden diese beim KOK T2 weggelassen.
Für die Anforderungen einer bergigen Strecke war die Maschinenanlage reichlich ausgelegt; sie bestand aus zwei Achtzylinder-Viertakt-Dieselmotoren von KHD und zwei Mylius-Getrieben. Mittels Gelenkwellen konnten alle Räder des Fahrzeuges angetrieben werden. Zur Ausstattung der Wagen gehörten weiterhin elektrische Beleuchtung mit 24 V Spannung, Warnpfeife, Läutewerk, indirekte Bremse sowie die bei der Schmalspurbahn verwendete Zug- und Stoßeinrichtung mit Mittelpuffer und den seitlichen Zughaken. Der Wagen war zudem mit einer Lautsprecheranlage versehen. Zur Belüftung dienten mehrere Dachlüfter, zur Beheizung des Wagens eine Webasto-Heizanlage. Ursprünglich war der Anstrich rot/gelb ausgeführt, spätere Lackierungen wurden von den jeweiligen Museumsbahnen durchgeführt.